# Renate Dorrestein
Renate Maria Dorrestein, née à Amsterdam le 25 janvier 1954 et morte le 4 mai 2018 à Aerdenhout, est une écrivaine et journaliste néerlandaise.

## Biographie
Née en 1954 à Amsterdam dans une famille catholique, fille d’une institutrice et d’un avocat, elle débute dans le journalisme. Son premier roman, Buitenstaanders , est publié en 1983. Elle se fait connaître dans les mêmes années à la suite de chroniques polémistes dans une revue féministe. Écrivaine prolifique, ses ouvrages s’enchaînent ensuite au fil des années. Sa vie privée est marquée par le suicide de sa soeur.
Elle reçoit en 1993 le prix Annie Romein pour l'ensemble de sa carrière. Elle dénonce dans ses œuvres, avec ironie et sarcasmes, le mythe paternaliste du foyer et ses vices cachés et dissèque les névroses familiales.
Elle meurt le 4 mai 2018 à Aerdenhout.

## Ouvrages
- 1983 - Buitenstaanders [ Marginaux ]
- 1985 - Vreemde streken
- 1986 - Noorderzon
- 1987 - Een nacht om te vliegeren
- 1988 - Korte metten
- 1988 - Het perpetuum mobile van de liefde [ Le mouvement perpétuel de l'amour ]
- 1989 - Vóór alles een dame
- 1991 - Het hemelse gerecht
- 1992 - Ontaarde moeders [ Mères dégénérées ]
- 1993 - Heden ik [ Telle que je suis ]
- 1994 - Een sterke man
- 1996 - Verborgen gebreken [ Vices cachés ] (adaptation cinématographique en 2004 par Paula van der Oest)
- 1997 - Want dit is mijn lichaam
- 1998 - Een hart van steen [ Un coeur de pierre ]
- 2000 - Het geheim van de schrijver
- 2001 - Zonder genade [ Sans merci ]
- 2003 - Het duister dat ons scheidt
- 2004 - Zolang er leven is'
- 2006 - Mijn zoon heeft een seksleven en ik lees mijn moeder Roodkapje voor
- 2007 - Echt sexy [ Vraiment sexy ]
- 2008 - Laat me niet alleen
- 2009 - Is er hoop
- 2009 - Heiligenlevens en bananenpitten
- 2010 - De leesclub
- 2011 - De stiefmoeder
- 2012 - De zondagmiddagauto
- 2013 - De blokkade
- 2013 - Nott Won't Sleep, iPad
- 2014 - Liever horen we onszelf
- 2015 - Weerwater